# Canton de Bouxwiller
Le canton de Bouxwiller est une circonscription électorale française située dans le département du Bas-Rhin dans la collectivité européenne d'Alsace.

## Histoire
Par décret du 18 février 2014, le nombre de cantons du département est divisé par deux, avec mise en application aux élections départementales de mars 2015. Le canton de Bouxwiller est conservé et s'agrandit. Il passe de 19 à 59 communes.

## Représentation

### Conseillers généraux de 1833 à 1871 et de 1919 à 2015
| Période                                  | Période      | Identité                       | Étiquette             | Qualité                                                                           |
| ---------------------------------------- | ------------ | ------------------------------ | --------------------- | --------------------------------------------------------------------------------- |
| 1833                                     | 1869 (décès) | Charles Henri Schattenmann     |                       | Manufacturier, chimiste et agronome Directeur des mines de Bouxwiller (1828-1869) |
| 1869-                                    | 1871         | Georges Schiellein (1813-1876) |                       | Notaire à Bouxwiller, inspecteur laïque                                           |
| 1871                                     | 1919         | occupation allemande           |                       |                                                                                   |
| 1919                                     | 1922         | Charles-Émile Pétri            | Rad.                  | Receveur de fabrique à Bouxwiller                                                 |
| 1922                                     | 1940         | Charles Hoeffel (1865-1943)    | RG                    | Médecin à Bouxwiller                                                              |
|                                          |              |                                |                       |                                                                                   |
| 1945                                     | 1970         | Georges Kuntz                  | MRP puis CNIP puis CD | Directeur d'école Maire de Bouxwiller Député (1958-1962)                          |
| 1970                                     | 1976         | Charles Carbiener              | UDR                   | Géomètre-expert foncier Maire de Bouxwiller (1970-1971)                           |
| 1976                                     | 2008         | Jean Westphal                  | CD puis UDF puis UMP  | Principal de collège Maire d'Ingwiller (1992-2001)                                |
| 2008                                     | 2015         | Pierre Marmillod               | UDF puis FED - UDI    | Ancien cadre à l'Assemblée nationale Maire de Pfaffenhoffen (2001-2014)           |
| Les données manquantes sont à compléter. |              |                                |                       |                                                                                   |

### Conseillers d'arrondissement (de 1833 à 1871 et de 1919 à 1940)
Le canton de Bouxwiller avait deux conseillers d'arrondissement.
| Période                                  | Période           | Identité                                         | Étiquette | Qualité |
| ---------------------------------------- | ----------------- | ------------------------------------------------ | --------- | --- |
| 1833                                     | 1836              | Jean Léonard Gerst (1792-1855)                   |           | Boucher, arpenteur, adjoint au maire de Pfaffenhoffen                                                       |
| 1833                                     | 1836              | Jean Christophe Küss (1769-1845)                 |           | Aubergiste, directeur de la poste aux lettres, Bouxwiller                                                   |
| 1836                                     | 1845              | M. Vix                                           |           | Adjoint au maire de Bouxwiller                                                                              |
| 1836                                     | 1848              | Bernard Louis Auguste, Baron de Gail (1799-1866) |           | Exploitant agricole, maire de Mulhausen, Président du Conseil d'arrondissement                              |
|                                          |                   |                                                  |           | |
| 1919                                     | juin 1938 (décès) | Jacques Jacob (1867-1938)                        |           | Agriculteur, Président du comice agricole, maire de Kirrwiller, Président du Conseil d'arrondissement       |
| 1919                                     | 1940              | Georges Haag (1877-1948)                         |           | Brasseur, maire de Ingwiller                                                                                |
|                                          |                   |                                                  |           | |
| 1940                                     |                   |                                                  |           | Les conseils d'arrondissement ont été suspendus par la loi du 12 octobre 1940 et n'ont jamais été réactivés |
| Les données manquantes sont à compléter. |                   |                                                  |           | |

### Conseillers départementaux depuis 2015
| Période élective | Période élective | Mandat | Mandat   | Identité            | Nuance | Nuance | Qualité |
| ---------------- | ---------------- | ------ | -------- | ------------------- | ------ | ------ | --- |
| 2015             | 2021             | 2015   | 2021     | Étienne Burger      |        | DVD    | Infirmier Maire de Kuttolsheim (2001-2020) Vice-Président du Conseil départemental                                               |
| 2015             | 2021             | 2015   | 2021     | Marie-Paule Lehmann |        | LR     | Ancienne conseillère générale du canton de Hochfelden (2009-2015) Maire de Scherlenheim Vice-Présidente du Conseil départemental |
| 2021             | 2028             | 2021   | en cours | Étienne Burger      |        | DVD    | Conseiller sortant |
| 2021             | 2028             | 2021   | en cours | Marie-Paule Lehmann |        | LR     | Conseillère sortante |

À l'issue du 1er tour des élections départementales de 2015, deux binômes sont en ballotage : Étienne Burger et Marie-Paule Lehmann (UMP, 38,19 %) et Christine Kleinklaus et Cédric Stifter (FN, 28,96 %). Le taux de participation est de 52,3 % (19 875 votants sur 38 004 inscrits) contre 47,83 % au niveau départemental et 50,17 % au niveau national.
Au second tour, Étienne Burger et Marie-Paule Lehmann (UMP) sont élus avec 67,4 % des suffrages exprimés et un taux de participation de 51,31 % (12 259 voix pour 19 501 votants et 38 004 inscrits).

## Composition

### Composition avant 2015

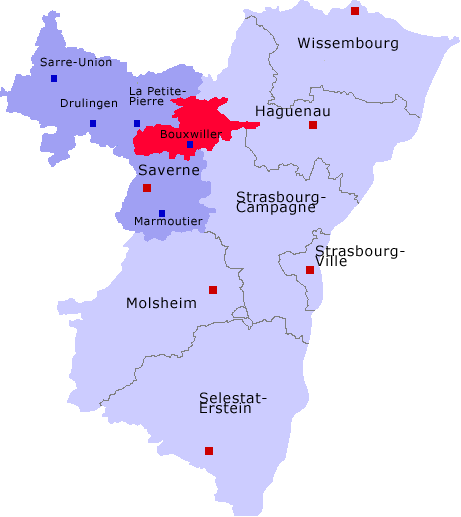
Situation du canton de Bouxwiller dans le département du Bas-Rhin avant 2015.

Avant le redécoupage de 2014, le canton de Bouxwiller regroupait 19 communes.
| Nom                    | Code Insee | Codepostal | Superficie (km2) | Population (dernière pop. légale) | Densité (hab./km2) |
| ---------------------- | ---------- | ---------- | ---------------- | --------------------------------- | ------------------ |
| Bouxwiller (chef-lieu) | 67061      | 67330      | 25,59            | 4 017 (2012)                      | 157                |
| Bischholtz             | 67044      | 67340      | 2,39             | 279 (2012)                        | 117                |
| Bosselshausen          | 67057      | 67330      | 3,29             | 164 (2012)                        | 50                 |
| Buswiller              | 67068      | 67350      | 2,30             | 213 (2012)                        | 93                 |
| Dossenheim-sur-Zinsel  | 67103      | 67330      | 17,20            | 1 112 (2012)                      | 65                 |
| Ingwiller              | 67222      | 67340      | 18,05            | 4 242 (2012)                      | 235                |
| Kirrwiller             | 67242      | 67330      | 4,89             | 522 (2012)                        | 107                |
| Menchhoffen            | 67289      | 67340      | 4,27             | 579 (2012)                        | 136                |
| Mulhausen              | 67307      | 67350      | 4,00             | 454 (2012)                        | 114                |
| Neuwiller-lès-Saverne  | 67322      | 67330      | 31,89            | 1 132 (2012)                      | 35                 |
| Niedermodern           | 67328      | 67350      | 4,39             | 840 (2012)                        | 191                |
| Niedersoultzbach       | 67333      | 67330      | 4,19             | 248 (2012)                        | 59                 |
| Obermodern-Zutzendorf  | 67347      | 67330      | 14,46            | 1 703 (2012)                      | 118                |
| Obersoultzbach         | 67352      | 67330      | 5,16             | 416 (2012)                        | 81                 |
| Pfaffenhoffen          | 67372      | 67350      | 3,54             | 2 829 (2012)                      | 799                |
| Schalkendorf           | 67441      | 67350      | 5,21             | 317 (2012)                        | 61                 |
| Schillersdorf          | 67446      | 67340      | 7,53             | 440 (2012)                        | 58                 |
| Uttwiller              | 67503      | 67330      | 2,99             | 164 (2012)                        | 55                 |
| Weinbourg              | 67521      | 67340      | 5,29             | 413 (2012)                        | 78                 |

### Composition depuis 2015
Après le redécoupage cantonal de 2014, le canton regroupait 59 communes.
Après les fusions, au 1er janvier 2016, de Pfettisheim avec Truchtersheim pour former une commune nouvelle, d'une part, et, d'autre part, de Hohatzenheim, Gingsheim, Mittelhausen et Wingersheim pour former la commune nouvelle de Wingersheim les Quatre Bans, il compte 55 communes.
À la suite du rattachement de Schaffhouse-sur-Zorn à Hochfelden et à la fusion entre Geiswiller et Zœbersdorf, le nombre de communes passe à 53.
Le 1er janvier 2019, le canton compte 52 communes à la suite du rattachement de Ringeldorf à la nouvelle commune de Val-de-Moder, située dans le Canton de Reichshoffen.
| Nom                                | Code Insee | Intercommunalité             | Superficie (km2) | Population (dernière pop. légale)            | Densité (hab./km2) | Modifier                                    |
| ---------------------------------- | ---------- | ---------------------------- | ---------------- | -------------------------------------------- | ------------------ | ------------------------------------------- |
| Bouxwiller (bureau centralisateur) | 67061      | CC de Hanau-La Petite Pierre | 25,59            | 3 706 (2022)                                 | 145                | modifier les données · modifier les données |
| Alteckendorf                       | 67005      | CC du Pays de la Zorn        | 5,72             | 858 (2022)                                   | 150                | modifier les données · modifier les données |
| Berstett                           | 67034      | CC du Kochersberg            | 17,88            | 2 474 (2022)                                 | 138                | modifier les données · modifier les données |
| Bosselshausen                      | 67057      | CC de Hanau-La Petite Pierre | 3,29             | 176 (2022)                                   | 53                 | modifier les données · modifier les données |
| Bossendorf                         | 67058      | CC du Pays de la Zorn        | 3,98             | 383 (2022)                                   | 96                 | modifier les données · modifier les données |
| Buswiller                          | 67068      | CC de Hanau-La Petite Pierre | 2,30             | 288 (2022)                                   | 125                | modifier les données · modifier les données |
| Dingsheim                          | 67097      | CC du Kochersberg            | 4,95             | 1 229 (2022)                                 | 248                | modifier les données · modifier les données |
| Dossenheim-Kochersberg             | 67102      | CC du Kochersberg            | 1,79             | 324 (2022)                                   | 181                | modifier les données · modifier les données |
| Duntzenheim                        | 67107      | CC du Pays de la Zorn        | 6,21             | 656 (2022)                                   | 106                | modifier les données · modifier les données |
| Durningen                          | 67109      | CC du Kochersberg            | 4,02             | 686 (2022)                                   | 171                | modifier les données · modifier les données |
| Ettendorf                          | 67135      | CC du Pays de la Zorn        | 6,34             | 742 (2022)                                   | 117                | modifier les données · modifier les données |
| Fessenheim-le-Bas                  | 67138      | CC du Kochersberg            | 4,95             | 577 (2022)                                   | 117                | modifier les données · modifier les données |
| Furdenheim                         | 67150      | CC du Kochersberg            | 5,81             | 1 563 (2022)                                 | 269                | modifier les données · modifier les données |
| Geiswiller-Zœbersdorf              | 67153      | CC du Pays de la Zorn        | 5,05             | 388 (2022)                                   | 77                 | modifier les données · modifier les données |
| Gougenheim                         | 67163      | CC du Kochersberg            | 6,58             | 540 (2022)                                   | 82                 | modifier les données · modifier les données |
| Grassendorf                        | 67166      | CC du Pays de la Zorn        | 2,24             | 258 (2022)                                   | 115                | modifier les données · modifier les données |
| Griesheim-sur-Souffel              | 67173      | CC du Kochersberg            | 4,19             | 1 223 (2022)                                 | 292                | modifier les données · modifier les données |
| Handschuheim                       | 67181      | CC du Kochersberg            | 2,40             | 278 (2022)                                   | 116                | modifier les données · modifier les données |
| Hochfelden                         | 67202      | CC du Pays de la Zorn        | 15,76            | 4 039 (2022)                                 | 256                | modifier les données · modifier les données |
| Hohfrankenheim                     | 67209      | CC du Pays de la Zorn        | 2,76             | 275 (2022)                                   | 100                | modifier les données · modifier les données |
| Hurtigheim                         | 67214      | CC du Kochersberg            | 4,63             | 1 002 (2022)                                 | 216                | modifier les données · modifier les données |
| Ingenheim                          | 67220      | CC du Pays de la Zorn        | 5,37             | 375 (2022)                                   | 70                 | modifier les données · modifier les données |
| Issenhausen                        | 67225      | CC du Pays de la Zorn        | 2,10             | 108 (2022)                                   | 51                 | modifier les données · modifier les données |
| Ittenheim                          | 67226      | CC du Kochersberg            | 6,71             | 2 081 (2022)                                 | 310                | modifier les données · modifier les données |
| Kienheim                           | 67236      | CC du Kochersberg            | 3,18             | 540 (2022)                                   | 170                | modifier les données · modifier les données |
| Kirrwiller                         | 67242      | CC de Hanau-La Petite Pierre | 4,89             | 535 (2022)                                   | 109                | modifier les données · modifier les données |
| Kuttolsheim                        | 67253      | CC du Kochersberg            | 4,59             | 651 (2022)                                   | 142                | modifier les données · modifier les données |
| Lixhausen                          | 67270      | CC du Pays de la Zorn        | 3,29             | 363 (2022)                                   | 110                | modifier les données · modifier les données |
| Melsheim                           | 67287      | CC du Pays de la Zorn        | 5,21             | 559 (2022)                                   | 107                | modifier les données · modifier les données |
| Minversheim                        | 67293      | CC du Pays de la Zorn        | 5,45             | 703 (2022)                                   | 129                | modifier les données · modifier les données |
| Mutzenhouse                        | 67312      | CC du Pays de la Zorn        | 2,21             | 450 (2022)                                   | 204                | modifier les données · modifier les données |
| Neugartheim-Ittlenheim             | 67228      | CC du Kochersberg            | 4,06             | 785 (2022)                                   | 193                | modifier les données · modifier les données |
| Obermodern-Zutzendorf              | 67347      | CC de Hanau-La Petite Pierre | 14,46            | 1 767 (2022)                                 | 122                | modifier les données · modifier les données |
| Obersoultzbach                     | 67352      | CC de Hanau-La Petite Pierre | 5,16             | 389 (2022)                                   | 75                 | modifier les données · modifier les données |
| Pfulgriesheim                      | 67375      | CC du Kochersberg            | 4,81             | 1 289 (2022)                                 | 268                | modifier les données · modifier les données |
| Quatzenheim                        | 67382      | CC du Kochersberg            | 3,07             | 755 (2022)                                   | 246                | modifier les données · modifier les données |
| Ringendorf                         | 67403      | CC de Hanau-La Petite Pierre | 3,66             | 464 (2022)                                   | 127                | modifier les données · modifier les données |
| Rohr                               | 67406      | CC du Kochersberg            | 3,34             | 366 (2022)                                   | 110                | modifier les données · modifier les données |
| Schalkendorf                       | 67441      | CC de Hanau-La Petite Pierre | 5,21             | 336 (2022)                                   | 64                 | modifier les données · modifier les données |
| Scherlenheim                       | 67444      | CC du Pays de la Zorn        | 2,32             | 114 (2022)                                   | 49                 | modifier les données · modifier les données |
| Schnersheim                        | 67452      | CC du Kochersberg            | 10,82            | 1 829 (2022)                                 | 169                | modifier les données · modifier les données |
| Schwindratzheim                    | 67460      | CC du Pays de la Zorn        | 9,14             | 1 763 (2022)                                 | 193                | modifier les données · modifier les données |
| Stutzheim-Offenheim                | 67485      | CC du Kochersberg            | 7,14             | 1 628 (2022)                                 | 228                | modifier les données · modifier les données |
| Truchtersheim                      | 67495      | CC du Kochersberg            | 14,76            | 4 328 (2022)                                 | 293                | modifier les données · modifier les données |
| Uttwiller                          | 67503      | CC de Hanau-La Petite Pierre | 2,99             | 157 (2022)                                   | 53                 | modifier les données · modifier les données |
| Val-de-Moder                       | 67372      | CA de Haguenau               | 9,01             | Fraction : 133 (2022) Commune : 5 047 (2022) | 560                | modifier les données · modifier les données |
| Waltenheim-sur-Zorn                | 67516      | CC du Pays de la Zorn        | 5,04             | 659 (2022)                                   | 131                | modifier les données · modifier les données |
| Wickersheim-Wilshausen             | 67530      | CC du Pays de la Zorn        | 5,45             | 394 (2022)                                   | 72                 | modifier les données · modifier les données |
| Willgottheim                       | 67532      | CC du Kochersberg            | 9,00             | 1 065 (2022)                                 | 118                | modifier les données · modifier les données |
| Wilwisheim                         | 67534      | CC du Pays de la Zorn        | 5,30             | 768 (2022)                                   | 145                | modifier les données · modifier les données |
| Wingersheim les Quatre Bans        | 67539      | CC du Pays de la Zorn        | 18,52            | 2 340 (2022)                                 | 126                | modifier les données · modifier les données |
| Wintzenheim-Kochersberg            | 67542      | CC du Kochersberg            | 1,95             | 527 (2022)                                   | 270                | modifier les données · modifier les données |
| Wiwersheim                         | 67548      | CC du Kochersberg            | 3,29             | 897 (2022)                                   | 273                | modifier les données · modifier les données |
| Canton de Bouxwiller               | 6702       |                              |                  | 50 783 (2022)                                |                    | modifier les données                        |

## Démographie

### Démographie avant 2015
| 1962   | 1968   | 1975   | 1982   | 1990   | 1999   | 2006   | 2011   | 2012   |
| ------ | ------ | ------ | ------ | ------ | ------ | ------ | ------ | ------ |
| 16 617 | 17 064 | 17 709 | 17 820 | 17 955 | 18 368 | 19 247 | 19 967 | 20 084 |

### Démographie depuis 2015
En 2022, le canton comptait 50 783 habitants, en évolution de +3,41 % par rapport à 2016 (Bas-Rhin : +3,17 %, France hors Mayotte : +2,11 %).
| 2013   | 2018   | 2022   |
| ------ | ------ | ------ |
| 48 379 | 49 773 | 50 783 |